# Загальноосвітня школа № 24 (Земська школа)
Кременчу́цька гімназія № 24 — заклад загальної середньої освіти № 24, розташований  у Кременчуці, у Великій Кохнівці. Будівля гімназії є пам'яткою архітектури. Заснована 1885 року, є найстарішою гімназією міста.

## Історія
Будівля земської школи(нині головного корпусу гімназії № 24) зведена в селищі Велика Кохнівка   у 1905 році за проектами земських інженерів і техніків на кошти земства, з пізнішими добудовами. Одноповерховий комплекс різночасових споруд Л-подібний у плані, асиметричні крила звернені у двір, вхід з внутрішнього боку правого крила. Стіни цегляні, перекриття дерево-глиняне, фундамент бутовий, дах чотирисхилий, вкритий металочерепицею. Загальна внутрішня площа – 570 кв. м. 
 Учителі  вважають, що історія гімназії № 24 почалася набагато раніше того часу, коли була зведена нинішня будівля. Гімназію у Великій Кохнівці було засновано у 1885 році земською управою з народної освіти, про що в Полтавському архіві зберігається запис.  Спочатку гімназія  розміщувалася у громадському будинку, в штаті було двоє вчителів та священик – учитель закону Божого. З 1892 року перейменована в Кохнівське земське училище. Загальна кількість учнів на 1 січня 1894 р.: дітей селян - 3, козаків - 72, міщан – 4, дворян – 2, солдатських дітей - 3. Із 84 учнів було всього 5 дівчаток. Лише з часом гімназія одержала власне приміщення. 
Про дату заснування гімназії свідчить інформаційна дошка з чорного габро, поміщена на першій зліва пілястрі: «Гімназія побудована в 1885 році. Являє собою пам’ятку будівництва кінця ХІХ століття. Мала назву «земська школа», бо споруджувалась за проектами земських інженерів і техніків на кошти земства. 1885-2005».
За даними технічного паспорта нинішній головний корпус зведений у 1905 р. В 1910 році  були добудовані чотири класні кімнати. Після громадянської війни в гімназії працював пункт ліквідації неписьменності серед дорослого населення (лікнеп).
В 1930 році початкова гімназія стала називатися прогресивною, тобто у ній  відкрився п`ятий клас. А вже в 1932 році Великокохнівська гімназія стала середньою. У 1937 році вперше закінчили десять класів 23 учня. Починаючи з 1938 року у гімназії було 22-23 класи , щороку закінчували десятирічку по 60-70 учнів. 
За весь час існування лише два навчальних роки (1942-1943) у будівлі не було уроків – під час окупації, коли загарбники перетворили гімназію в німецьку комендатуру. Відступаючи, нацисти замінували гімназію, але завдяки повідомленню вчительки Проценко Ф.Я. радянські сапери  її  вчасно розмінували, так що ніхто з людей не постраждав, хоча приміщення частково було пошкоджене. Пізньої осені 1943 року в класах відновили заняття. Гімназія була без скла, вікна закривали чим могли, дрова для опалення приносили  батьки, писали на полях газет, оскільки не було зошитів. В кабінеті фізики  був пересувний шпиталь, сюди привозили поранених і оперували їх, але навчання продовжувалось.
У 1948 році гімназію відбудували, зберігши первісний вигляд.
У 1977 році селище Велика Кохнівка стала частиною Кременчука, а Великокохнівська середня гімназія стала міською гімназією № 24. 
До 1981 року гімназію опалювали дровами і тільки за допомогою керівництва колісного заводу у гімназії зробили централізоване опалення.
У кімнаті Бойової слави (відкрита у 1987 р.) є Книга Пам`яті, в яку занесені імена тих, хто покоїться в Братській могилі.
В стінах гімназії існує дитяча організація «Козацька республіка», яка має свій гімн, устав, статут та прапор, козацьку раду на чолі з кошовим отаманом, бунчужним і генеральним писарем, які обираються на козацькому вічі. Всі етапи козацького виховання проходять у стінах гімназії паралельно з традиційним навчанням.
У цій гімназії з  1967 по 1968 р. навчався Вовк О.О. На фасаді гімназії № 24, в якій навчався  О.Вовк, встановлено меморіальну дошку з чорного габро (50*126*6 см) з портретним зображенням воїна і пам’ятним написом: «У цій гімназії навчався воїн-інтернаціоналіст Вовк Олександр який загинув при виконанні обов’язку в ДРА».

## Музеї
З 1983 року в гімназії існує  етнографічний музей українського побуту, в якому  відтворено інтер'єр української хати та дух народних традицій: де представлені різноманітні експонати: розмальована піч, глиняний посуд (горщики, макітри, миски, куманці, покуть), дерев`яні ложки, ікони, прикрашені сухими квітами, вишиті рушники, лампадка, в якій в святкові дні горить свічка
Понад 30 років у гімназії функціонує кімната бойової слави. Тут можна побачити, що пережив Кременчук під час війни.
На фасаді гімназії № 24 в пам'ять про випускника гімназії Олександра Олександровича  Вовка (03.12.1951, с. Червона Знам’янка Кременчуцького р-ну – 22.02.1980, Афганістан, м. Кабул, с. Червона Знам’янка) – учасника бойових дій в Афганістані, старшого лейтенанта,  встановлено меморіальну дошку з чорного габро (50*126*6 см) з портретним зображенням воїна і пам’ятним написом: «У цій гімназії навчався воїн-інтернаціоналіст Вовк Олександр який загинув при виконанні обов’язку в ДРА».